# Canını Seven Kaçsın
Canını Seven Kaçsın — це третій студійний альбом турецької співачки Айлін Аслим, реліз якого відбувся 10 червня 2009 року. Презентація альбому відбулася у стамбульському клубі JJ Balans Performance Hall (Balo Sokak, Beyoğlu) 22 квітня 2009 року. Альбом складається з 8 пісень, слова до яких написала Айлін. Продюсерами альбому стала сама Айлін та Sarp Özdemiroğlu.

## Перелік композицій
- Sen Mi?
- Kızlar Anlar
- Hoşuna Gitmedi Mi-Kızkaçıran
- Güzel Gözlü Güzel Çocuk
- İçtim İçtim
- Aşk Geri Gelir
- K.A.L.P.
- Güzel Günler

## Кліпи
| Назва                        | Відеоряд                                       | Дата випуску  |
| ---------------------------- | ---------------------------------------------- | ------------- |
| Sen Mi?                      | [Архівовано 4 березня 2016 у Wayback Machine.] | 2009          |
| Hoşuna Gitmedi Mi-Kızkaçıran | [недоступне посилання з червня 2019]           | 2009          |
| Aşk Geri Gelir               | [Архівовано 17 серпня 2012 у Wayback Machine.] | 5 жовтня 2010 |

Режисером кліпу на пісню Aşk Geri Gelir став Onur Yayla
Виробництво: Dirty Cheap Creative

## Учасники
- Айлін Аслим — продюсер, вокал, тексти, музика, аранжування
- Övünç Dan & aylin akalin — музика, аранжування, гітара, бас, бек-вокал
- Ayça Sarıgül — бас
- Sarp Özdemiroğlu — продюсер, аранжування, гітара, клавішні, запис/монтаж/мікс
- Barış Yıldırım — аранжування, гітара
- Mert Alkaya — ударні
- Safa Hendem — музика, аранжування, гітара, акустична гітара, бас
- Mehmet Cem Ünal — аранжування
- Ali Seval & Alisan karaca — акустична гітара
- Atakan Sırakaya — запис ударних
- Çağlar Türkmen — мастеринг
- Ali Vatansever & murat asadar — фотографії
- Bahar Heper — orijinal takı tasarım
- Ebru Karaağaç — менеджер, представник по зв'язкам з громадськістю

## Чарти
- пісня İçtim İçtim – 1 (серпень 2009 року), хіт-парад "15 пісень" від журналу Roll, надруковано в номері журналу за серпень-вересень-жовтень 2009 року, випуск № 143
- альбом Canını Seven Kaçsın – 1 (липень 2010 року), хіт-парад "15 альбомів" від журналу Roll, надруковано в номері журналу за липень 2009 року, випуск № 142

Турецьке видання Hürriyet включило альбом Canını Seven Kaçsın в десятку найкращих за 2009 рік, він опинився на 5 місці.